# IDN欺騙
IDN欺騙是钓鱼式攻击的手法之一。它利用國際化網域名稱（IDN）可以以Unicode字元命名網址的特性，透過同形異義字，魚目混珠。

## 同形異義字
Unicode有許多同形異義字，例如西里爾字母的小楷а（U+0430）和拉丁字母、即英文的a（U+0061），在許多字型中都看不出有甚麼不同。於是，入侵者便可用此來欺騙用戶。這稱為同形異義字欺騙。
例如入侵者可以注冊一個和著名網站差不多的網址名。例如有西里爾字母的pаypal.com。這不是新橋段。例如以數字0偽裝英文字母O（G00GLE.COM -> GOOGLE.COM），i的大楷I或數字1偽裝L小楷的l（google.com -> googIe.com），rn（r与n）偽裝m等。

## 分辨
只需使用簡單的程式碼便能分出。

### JavaScript
```
var
 
first
=
"а"
,
         
//U+0430

    
second
=
"a"
;
        
//U+0061

alert
(
first
==
second
);
  
//輸出false

```

## 防止方法
- 以Punycode形式顯示URL，如.срб轉成.xn--90a3ac或.укр轉成.xn--j1amh
- 將非ASCII字元高亮顯示，如「維基百科.com」顯示成「維基百科.com」
- 網域名稱注冊機構不容許這類網域名稱的注冊，或是由該公司將此類網域名稱先註冊起來並導到正確的網域名稱。

## 外部連結
- Simple Script Detection：顯示網址有沒有異常字元的工具
- Ency:IDN欺骗 - [Mozcn Wiki - Mozilla 知识库：Mozilla處理IDN欺騙的方法